# Barbanera
Barbanera est un célèbre almanach italien, imprimé pour la première fois en 1762 et toujours publié de nos jours sur une base annuelle.

## Contenus
Depuis ses premières éditions, le Barbanera est publié sous forme de calendrier-lunaire à pendre au mur et d’almanach de poche. Par tradition, outre au calendrier de l’année en cours, il propose les  prévisions météorologiques et l’indication des  phases lunaires,  éphémérides, curiosités,  proverbes, conseils pour le jardin, le bien-être et la vie au foyer. Tous les contenus sont inspirés par la figure d'un légendaire astronome et philosophe, Barbanera, représenté dans les différentes éditions avec une longue barbe noire.

## Le succès dans le temps
De par sa popularité, Barbanera est indiqué par les meilleurs dictionnaires d’italien comme synonyme même d’almanach. Guide indispensable[réf. nécessaire] du temps religieux et civil pour des générations d’italiens, il a joué pendant des siècles la fonction de divulgation du savoir technique agricole.
Gabriele d’Annunzio le définit comme étant « la fleur des temps et la sagesse des nations ».

## Barbanera dans le Mémoire du Monde Unesco
Grâce à la collection d’almanachs conservée auprès de la Fondazione Barbanera 1762., Barbanera est depuis 2015 parmi les patrimoines documentaires du Registre international Mémoire du monde de l’Unesco, en tant que « son universalité repose dans sa nature symbolique du genre littéraire, qui aida à créer une culture de masse et un héritage identitaire pour des nations entières, jusqu’à l’avènement de formes plus modernes de communication de masse ».